# Georges-Henri Beauthier
Pour les articles homonymes, voir Beauthier.
Georges-Henri Beauthier, né le 16 juin 1949 et mort le 24 juin 2025, est un avocat belge.

## Carrière
Fils de l'avocat et homme politique Richard Beauthier, il est président de la section francophone de la Ligue des droits de l'homme belge de 1998 à 2000.
Spécialisé dans le droit de la famille, le droit de l'enfant, le droit des étrangers et le droit humanitaire, il est l'un des avocats de Laetitia Delhez, une des victimes du pédophile Marc Dutroux. Georges-Henri Beauthier défend également l'ancien journaliste Philippe Servaty dans le cadre d'un procès pour des faits de tourisme pédo-sexuel au Maroc et qui voit ce dernier condamné à une peine de prison de 18 mois avec sursis.
En février 2013, il annonce l'intention de ses clients Jean-Denis Lejeune et Laetitia Delhez d'attaquer l'État belge devant la Cour européenne des droits de l'homme à la suite de la demande de libération conditionnelle introduite par Marc Dutroux, les victimes de ce dernier n'ayant pas le droit d'être entendues par le tribunal d'application des peines.
Georges-Henri Beauthier est aussi engagé dans la justice internationale. Il est ainsi pendant plusieurs années un représentant des familles de victimes dans le procès d'Hissène Habré. Il est aussi impliqué dans la constitution de plaintes auprès de la Cour Pénale Internationale dans le cadre de l'invasion de l'Ukraine en février-mars 2022 en collaboration avec Amnesty International Belgique francophone.
Georges-Henri Beauthier meurt à l’âge de 76 ans le 24 juin 2025.